# Muhammad Iqbal Sullam
Muhammad Iqbal Sullam  ist der stellvertretende Generalsekretär der Nahdatul Ulama, einer traditionalistischen Gruppe des sunnitischen Islam in Indonesien.
2006 gehörte er zu den Unterzeichnern eines offenen Briefs islamischer Gelehrter an Papst Benedikt XVI. nach dessen Regensburger Rede.